# カトリーヌ・ド・メディシス
カトリーヌ・ド・メディシス（フランス語: Catherine de Médicis、1519年4月13日 - 1589年1月5日）は、フランス王アンリ2世の王妃。フランス王フランソワ2世、シャルル9世、アンリ3世の母后。イタリアのフィレンツェでウルビーノ公ロレンツォ2世・デ・メディチ（ロレンツォ・デ・メディチの孫）と、オーヴェルニュ伯ジャン3世の娘マドレーヌの間に生まれた。イタリア語名はカテリーナ・ディ・ロレンツォ・デ・メディチ（イタリア語: Caterina di Lorenzo de' Medici）。
彼女を出産後に母が亡くなり、間もなく父も亡くして孤児となる。1533年、ローマ教皇クレメンス7世とフランス王フランソワ1世の間で縁組交渉がまとまり、フランスの第2王子オルレアン公アンリ・ド・ヴァロワ（後のアンリ2世）と結婚する。10人の子を産むが、アンリ2世の寵愛は愛妾ディアーヌ・ド・ポワチエに独占されていた。1559年に馬上槍試合での事故でアンリ2世が死去し、長男フランソワ2世の短い治世の後に幼いシャルル9世が即位すると摂政として政治を担うことになる。
国内ではユグノー（フランスのカルヴァン派）とカトリックの対立が激化しており、カトリーヌは融和政策を図るが、フランス宗教戦争（ユグノー戦争）の勃発を止めることはできなかった。休戦と再戦を繰り返した1572年にパリやフランス各地でプロテスタントの大量虐殺（サン・バルテルミの虐殺）が起こり、カトリーヌは悪名を残すことになる。シャルル9世はこの2年後に死去し、四男のアンリ3世が即位するが、内乱はカトリック陣営のギーズ公アンリ、そしてユグノー陣営のナバラ王アンリとのいわゆる「三アンリの戦い」の様相を呈し、泥沼化する。1588年にアンリ3世は強硬手段に出てギーズ公アンリを暗殺するが、病床にあったカトリーヌは息子の愚行を嘆きつつ、ほどなく死去した。カトリーヌの死の8か月後にアンリ3世はカトリック修道士に暗殺され、ヴァロワ朝は断絶した。ナバラ王アンリがアンリ4世として即位し、新たにブルボン朝が開かれた。
芸術を愛好し、宮殿の造営や歌謡・演劇の分野で才能を発揮した。また、フランスの食文化の発展に貢献したともいわれるが、証拠はなく、影響を与えていないと考える学者もいる。
イタリア出身ではあるが、その生涯の大半がフランス王族としての事跡であるため、便宜上、本項目ではフランス語読みの「カトリーヌ・ド・メディシス」で統一する。

## 生涯

### 出生と幼少期
医師または薬剤師を祖とするフィレンツェの新興富豪一族メディチ家は巨大な富と権力を手にしていた。カトリーヌの父ロレンツォ2世・デ・メディチは叔父の教皇レオ10世によってウルビーノ公に叙されたが、ロレンツォの死後にその称号はフランチェスコ・マリーア1世・デッラ・ローヴェレに奪い返されている。このため、父が公爵であり、母マドレーヌ・ド・ラ・トゥール・ドーヴェルニュがブローニュ女伯爵であるにもかかわらず、カトリーヌ本人は比較的低い出自となった。

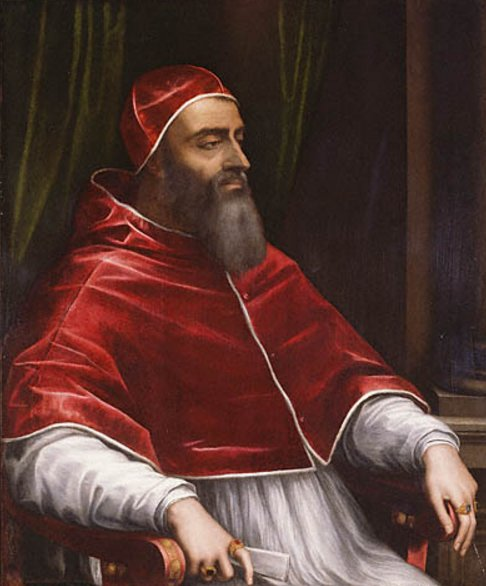
教皇クレメンス7世。セバスティアーノ・デル・ピオンボ画。1531年。
クレメンスはカトリーヌとオルレアン公アンリとの婚約を「世界一の組み合わせ」と呼んだ。

ロレンツォとマドレーヌは神聖ローマ皇帝マクシミリアン1世に対抗するフランス王フランソワ1世と教皇レオ10世との同盟の一環として1518年にアンボワーズで結婚していた。同時代の年代記によると、カトリーヌが1519年4月13日水曜日にフィレンツェで生まれた時、両親は「まるで男子が生まれたかのように喜んだ」という。しかし彼らの喜びは長くは続かず、母マドレーヌは4月28日に、父ロレンツォ2世もまた5月4日に相次いで死去してしまう。メディチ家兄脈を正統に継ぐ唯一の人間となったカトリーヌに対し、フランソワ1世は後見人たるを望むが、教皇レオ10世はこれを拒絶した。教皇レオ10世はカトリーヌを弟の庶子であるイッポーリト・デ・メディチと結婚させてフィレンツェの共同統治者に据えることを意図していた。
カトリーヌは当初、父方の祖母アルフォンシーナ・オルシーニ（ピエロ・デ・メディチの妻）に養育された。1520年にアルフォンシーナが死去すると叔母のクラリーチェ・デ・メディチに引き取られ、従兄弟たちと育てられた。1521年に教皇レオ10世が死去し、皇帝カール5世の推すハドリアヌス6世が新教皇に選出されたことにより、メディチ家の権力は一時的に衰えたが、新教皇は短命に終わり、1523年に一門のジュリオ・デ・メディチ枢機卿が教皇に選出された（クレメンス7世）。教皇クレメンス7世はカトリーヌにフィレンツェのメディチ・リッカルディ宮殿を与えた。フィレンツェの人々は彼女の公認されていないウルビーノ公位継承権を尊重して「小公女」（duchessina）と呼んだ。
1527年、フィレンツェにおけるメディチ家の政権はクレメンス7世の代理人シルヴィオ・パッセリーニに反対する派閥によって打倒され、カトリーヌは人質とされて女子修道院に入れられる。当時、教皇クレメンス7世は皇帝カール5世と敵対していたが、フィレンツェを奪回するためにカール5世の皇帝戴冠を余儀なくされた。1529年10月、カール5世の軍隊はフィレンツェを包囲した。包囲が長期化すると、カトリーヌを淫売屋に入れろ、城壁にさらせ、兵士の慰みものにしろなどという声が上がり、兵士たちは彼女を驢馬に乗せて群衆の嘲りを受けさせながら通りを引き回した。1530年8月12日にフィレンツェは陥落し、教皇クレメンス7世はカトリーヌをローマへ呼び寄せ、面会の時には涙を流しながら迎え入れた。その後、彼はカトリーヌの夫探しにとりかかる。

### 結婚

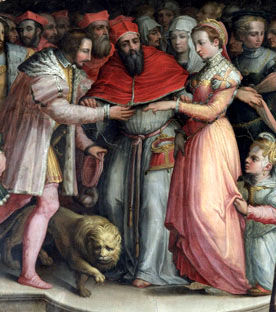
オルレアン公アンリとカトリーヌの結婚式。ジョルジョ・ヴァザーリ画。1550年。

カトリーヌがローマを訪れた際にヴェネツィア大使は「小柄で痩せており、顔立ちに優美さはなく、またメディチ家特有の突き出た目をしている」と述べている。カトリーヌは従兄のイポリットと恋仲になっていたが、教皇クレメンス7世は野心家の彼を退けて別の婿を探した。ウルビーノ公デッラ・ローヴェレ、ミラノ公フランチェスコ2世・スフォルツァなど数多くの求婚者がいたが、1533年初めにフランソワ1世が次男オルレアン公アンリとの縁談を持ちかけると教皇クレメンス7世はこれに同意した。教会の出身者の姪であったが、メディチ家の出身のカトリーヌとフランス王族との結婚は不釣り合いと見られた。反対する意見もあったが、フランソワ1世はイタリア対策を重視してこれを押し切った。
派手な装飾や贈答品によって誇示された盛大な結婚式は1533年10月28日にマルセイユで挙行された。アンリ王子はカトリーヌのためにダンスと馬上槍試合を披露している。その深夜、14歳の夫婦は婚姻を遂行するために結婚舞踏会を辞した。アンリは父フランソワ1世に伴われて寝室に現れ、フランソワ1世は婚姻が完了するまでそこで見届けたとされる。彼は「二人は馬上槍試合の如き勇気を示した」と述べている。教皇クレメンス7世は翌朝に新郎新婦の元を訪れ、婚姻が成し遂げられたことを祝福した。

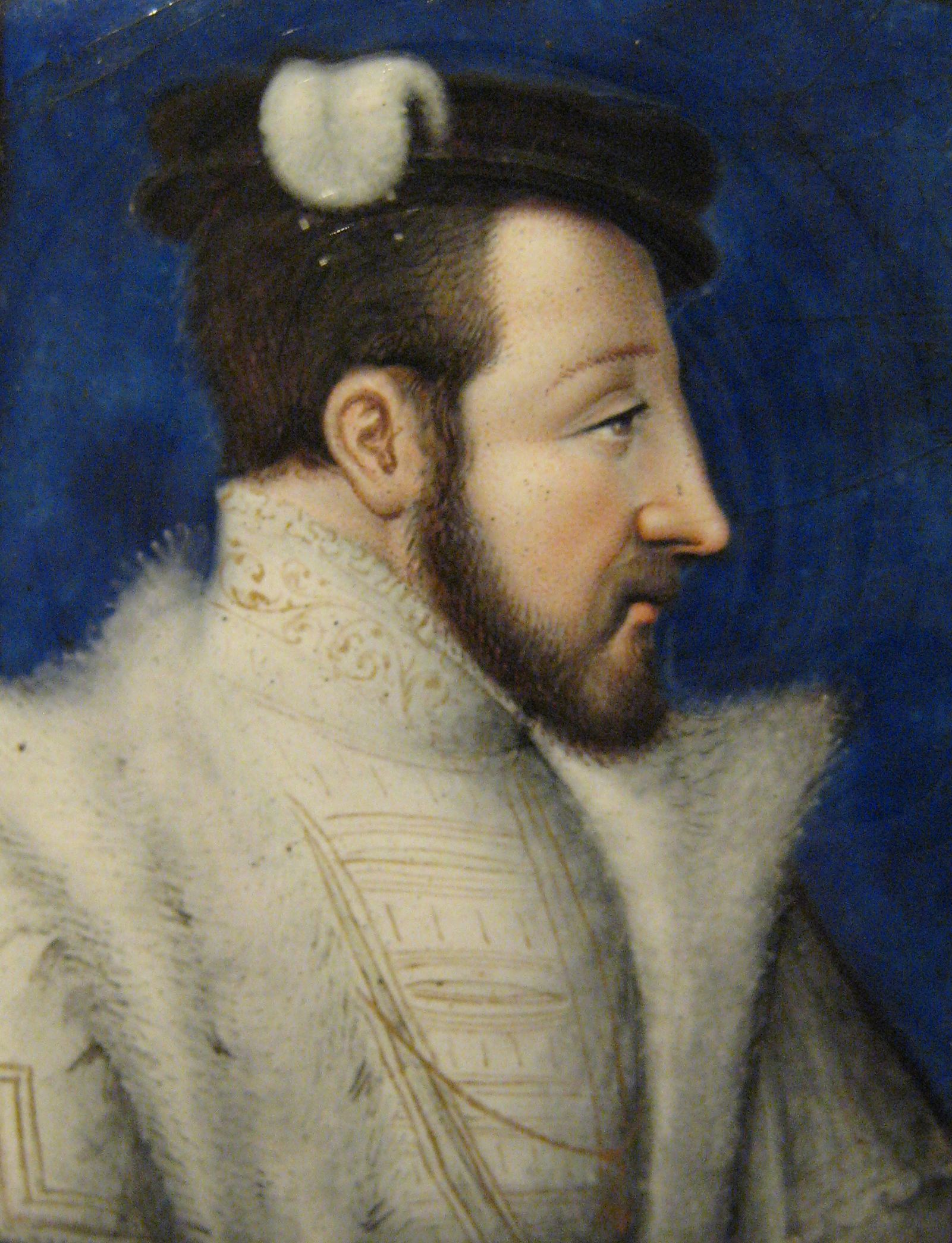
アンリ2世。レオナール・ リモザン画。1555-60年。
アンリは少年期に4年半、人質としてスペインで過ごしており、この試練は彼の人生に影響を与え、内向的で陰気な性格にした。

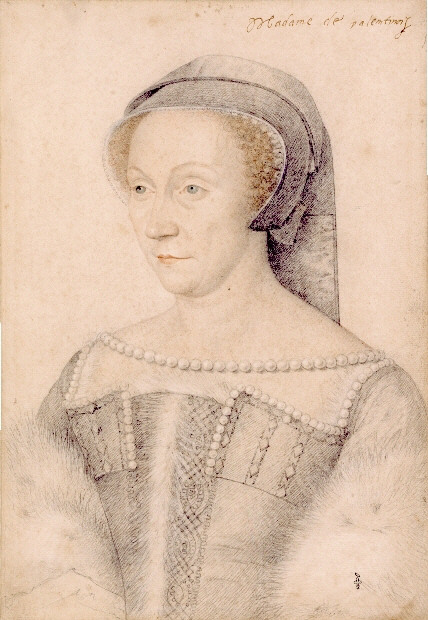
ディアーヌ・ド・ポワチエ。フランソワ・クルーエ画。16世紀中頃。

結婚した最初の年、カトリーヌは夫とほとんど会うことはなかったが、宮廷の女性たちは彼女を丁重に扱い、その知性と好意を得るための熱心さに感銘を受けている。ところが、1534年9月25日に教皇クレメンス7世が死去するとフランス宮廷におけるカトリーヌの立場は悪化した。新教皇パウルス3世はフランスとの盟約を破棄し、先代クレメンス7世が約束した巨額の持参金の支払を拒否した。フランソワ1世は「この少女は素っ裸で私のところへ来た」（J'ai reçu la fille toute nue. ）と嘆いている。
アンリ王子は妻であるカトリーヌに関心を示さず、愛人を持つようになった。結婚から最初の10年間、カトリーヌは子を産むことができなかった。一方、1537年にアンリの愛妾の一人フィリッパ・ドゥーチが女子を出産し、アンリはこの子を認知している。これによってアンリが子を成すことが証明され、カトリーヌへの圧力がより一層強まることになった。

### 王太子妃
1536年、アンリの兄フランソワがテニスの試合後にひいた風邪が元で熱病に罹って死去し、アンリが王位継承者となった。王太子妃となったカトリーヌは将来の王位継承者を生むことを期待されるようになる。宮廷年代記作家ブラントーム (en) によれば「多くの人々がフランス王家の継承を安泰にするために彼女を離縁するよう王や王太子に勧めた」という。離婚が議論され、絶望的な状況に置かれたカトリーヌは妊娠するために当時知られるあらゆる手段を用いた。牛の糞と雄鹿の角を彼女の「生命の源」に貼り付けたり、騾馬の尿を飲むことまでした。1544年1月20日、彼女はついに男子を生み、王にちなんでフランソワと名づけられた。
一度、出産を経験すると、以降カトリーヌは妊娠することに何らの支障もなくなった。これは王太子夫妻の生殖器の異常を指摘し、解決法を助言した医師ジャン・フェルネルの功績とされる。その後、カトリーヌはアンリとの間に9人の子を産み、そのうち7人が成長し、その中には将来のシャルル9世（1550年6月27日生）、アンリ3世（1551年9月19日生）そしてエルキュール・フランソワ（1555年3月18日生）が含まれる。14世紀以降フランスを統治していたヴァロワ朝の将来は安泰かと思われた。
新たに見つかった彼女の妊娠をする能力は、夫婦関係を改善することにはならなかった。アンリは18歳年上のディアーヌ・ド・ポワチエを愛妾にしており、彼女がアンリの愛情を独占していた。もっとも、アンリは配偶者としてカトリーヌの立場を尊重してはいる。1547年にフランソワ1世が死去してアンリが即位し（アンリ2世）、カトリーヌはフランス王妃となる。1549年6月、彼女はサン＝ドニ大聖堂で戴冠した。

### フランス王妃

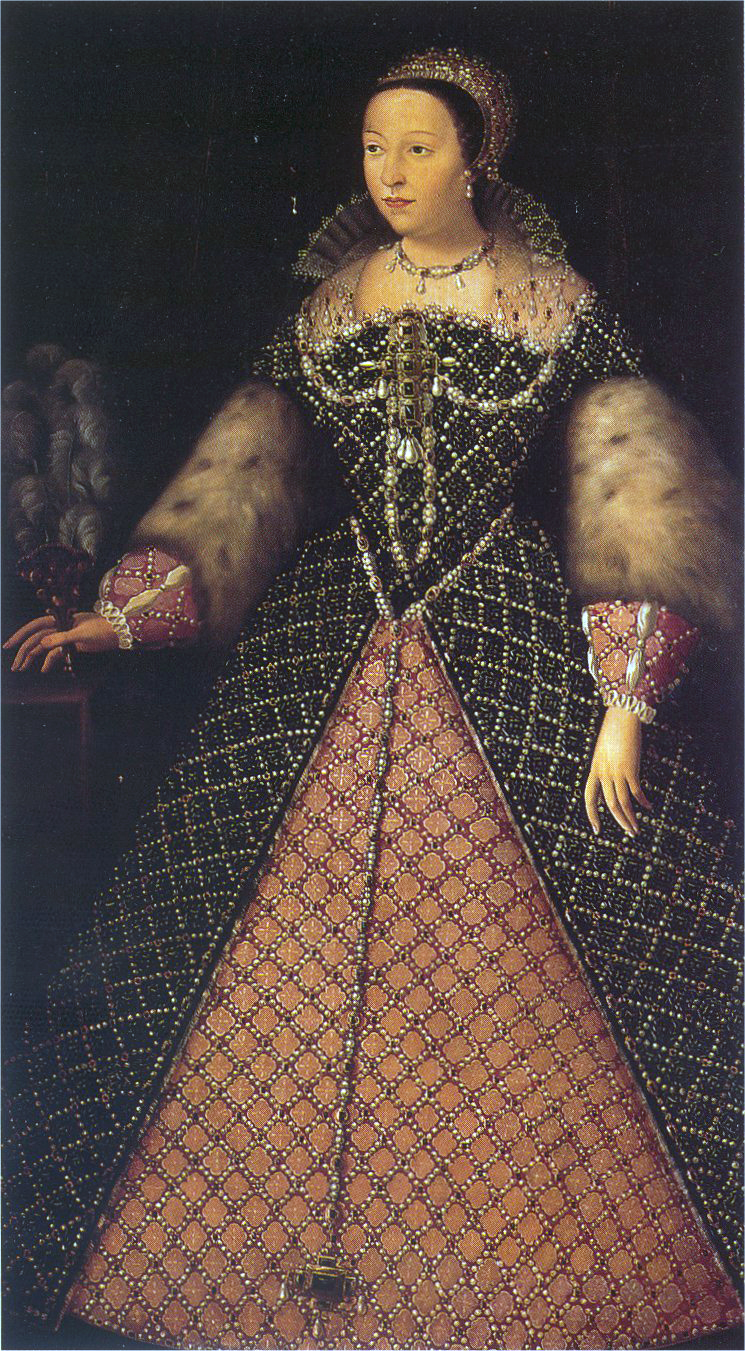
王妃時代のカトリーヌ・ド・メディシス。ヴェネツィア大使ジョヴァンニ・カペッロは40歳を前にした彼女を「口は大きすぎ、目は突き出すぎで顔も青白く美しくはない、だが、均整のとれた体格と美しい手を持った非常に威厳のある女性である」と述べている。

アンリ2世はカトリーヌが如何なる政治的影響力を持つことも許さなかった。国王が不在中はカトリーヌが摂政の役割を担ったが、権限を厳しく制限されており、名目的なものに過ぎなかった。アンリ2世はカトリーヌが貰い受けることを望んだシュノンソー城をディアーヌ・ド・ポワチエに与えてしまい、彼女はここを権力の中枢となしてパトロネージを施し、贈物を受け取った。
神聖ローマ帝国大使は、アンリ2世は来客たちの前でディアーヌの膝に座ってギターを弾き、政治について語り、または彼女の乳房を愛撫していたと報告している。ディアーヌはカトリーヌを脅威と認識していた。彼女は国王にカトリーヌと寝室を共にして、もっと子供をつくるよう勧めた。1556年、カトリーヌは双子の娘を出産した際に死にかけている。医師たちはカトリーヌの命を救うために双子の一人の脚を折り、その子は彼女の胎内で死亡した。生き残った子も7週間後に死亡した。以後、カトリーヌが子を生むことはなくなった。
アンリ2世の治世にギーズ家兄弟が台頭し始めており、次男のシャルルが枢機卿となり、アンリ2世の幼馴染の長男フランソワがギーズ公となった。彼らの姉メアリー・オブ・ギーズはスコットランド王ジェームズ5世と結婚して1538年にスコットランド女王メアリーの母后となった。メアリーは5歳半の時にフランス宮廷に招かれ、王太子フランソワと婚約した。カトリーヌはメアリーを自分の子供たちとともにフランス宮廷で育て、一方でメアリー・オブ・ギーズは娘の摂政としてスコットランドの統治にあたった。
1559年4月3日から4日、アンリ2世は神聖ローマ帝国およびイングランドとカトー・カンブレジ条約を締結し、長期にわたったイタリア戦争を終結させた。条約では13歳になるカトリーヌの娘エリザベートとスペイン王フェリペ2世との婚約が取り決められていた。同年6月22日にパリで挙行された代理結婚式は祭典や舞踏会、仮面劇そして5日間にわたる馬上槍試合で祝われた。

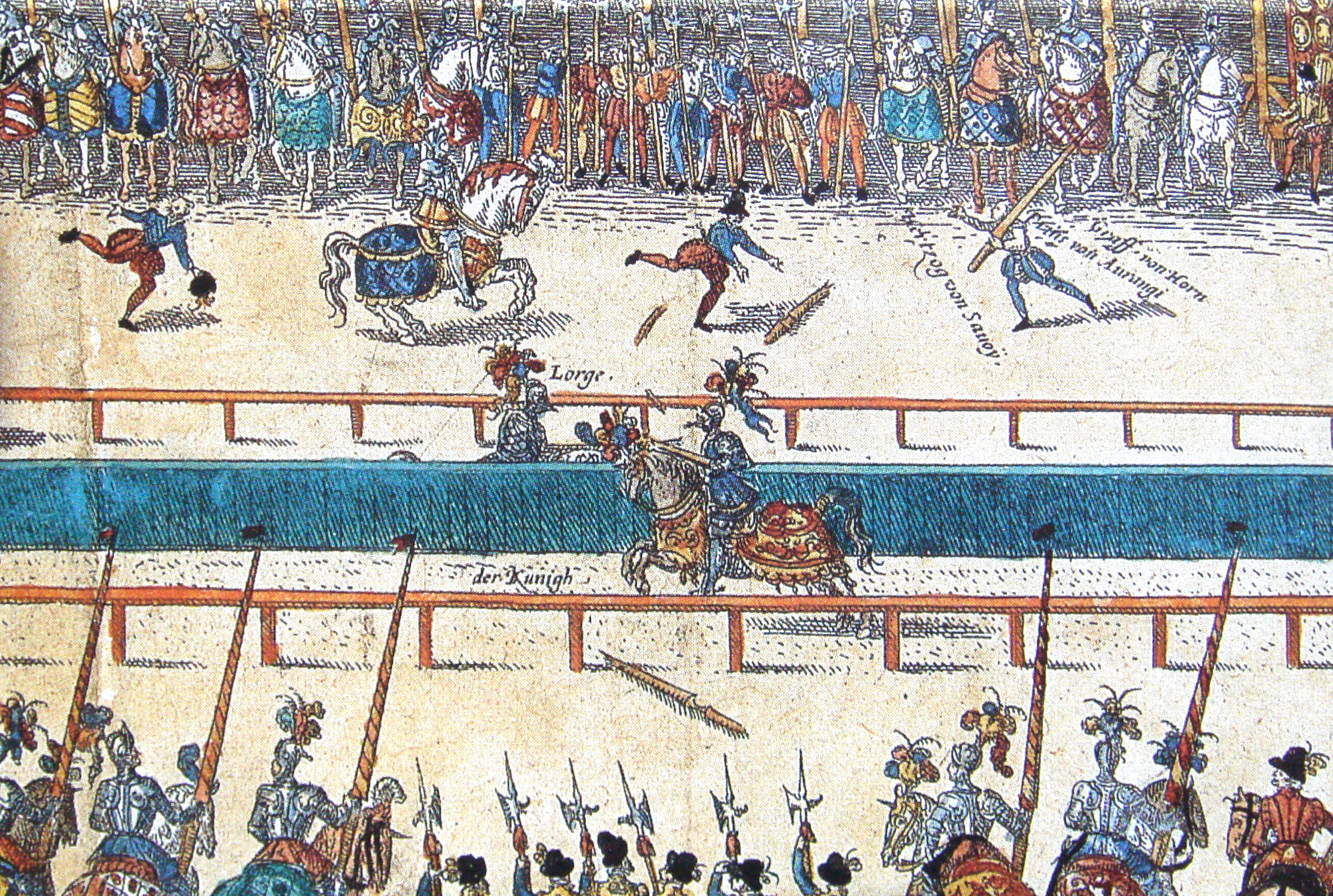
アンリ2世とモンゴムリ伯との馬上槍試合。

アンリ2世はディアーヌのシンボル・カラーである黒と白の羽根飾りを身にまとって馬上槍試合に臨んだ。アンリ2世はギーズ公とヌムール公を破ったが、若いモンゴムリ伯ガブリエル・ド・ロルジュは彼を強打して落馬しかけさせた。アンリ2世はモンゴムリ伯に再戦を挑み、この時、モンゴムリ伯の槍が国王の顔面を突き刺した。アンリ2世は落馬し、顔面からは血が噴き出し、「とても大きな」破片が目や頭に突き刺さっていた。
この事態にカトリーヌ、ディアーヌそして王太子フランソワはみな卒倒した。アンリ2世はトゥルネール城に運び込まれ、ここで5つの木片が頭から引き抜かれたが、そのうち一つは眼球を貫通して脳に達していた。カトリーヌは王の枕元に侍したが、ディアーヌは、当時の年代記作家によれば「王妃によって追放される恐怖のために」、遠ざかった。続く10日間、アンリ2世の容体は揺れ動いた。手紙を口述し、音楽を聴くほど回復することもあったが、次第に彼は視力、言語能力そして意識を失い、7月10日に死去した。その日以来、カトリーヌは「これが私に涙と痛みをもたらした」（"lacrymae hinc, hinc dolor"）と刻んだ折れた槍のエンブレムを用い、アンリ2世を悼む黒い喪服を常に着用するようになった。

### フランソワ2世の治世

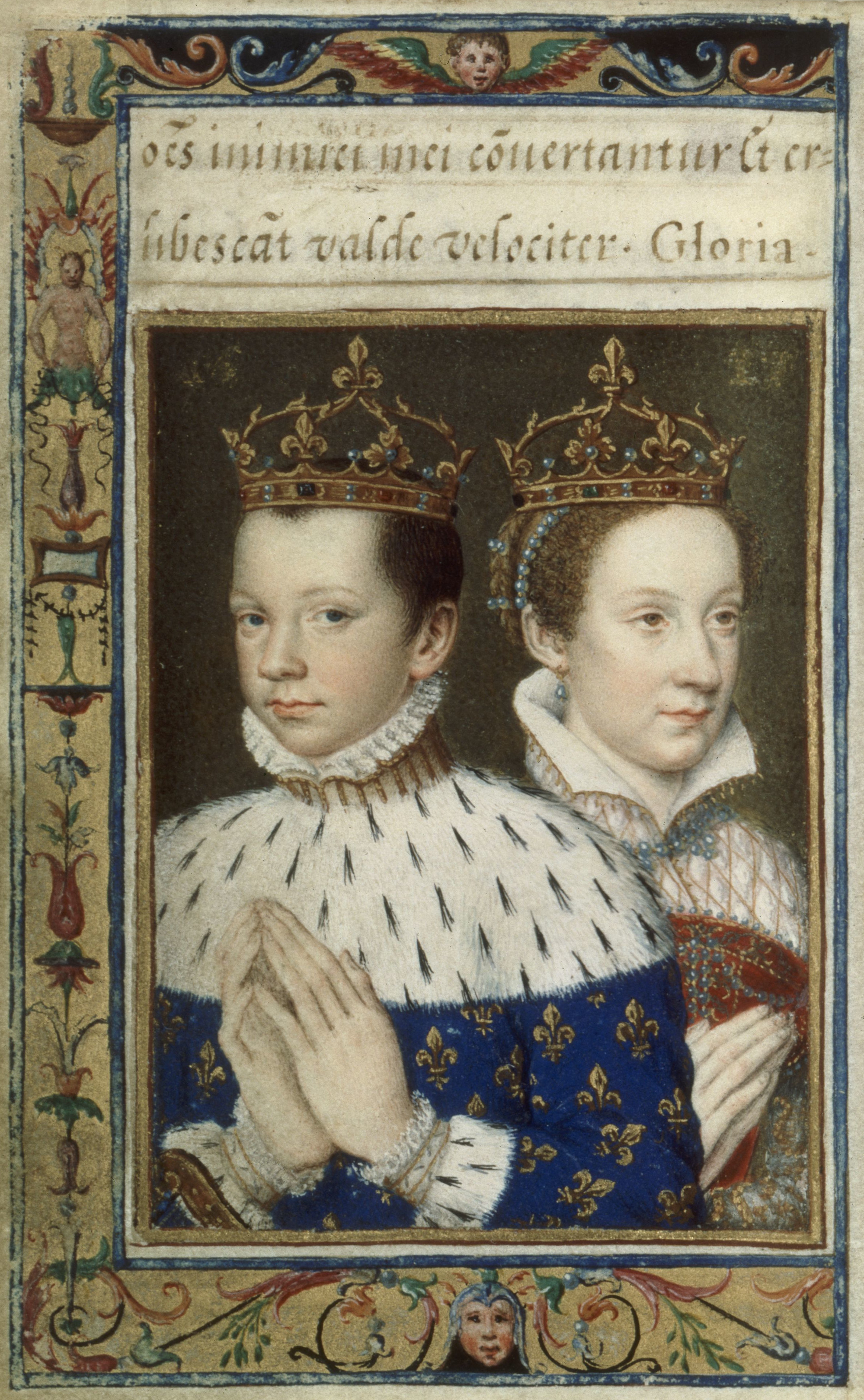
フランソワ2世と王妃メアリー・スチュアート。フランソワ・クルーエ画、1558年。

16世紀初めにドイツで始まった宗教改革の影響は、フランスにも及んだ。神聖ローマ皇帝カール5世と敵対していたフランソワ1世はプロテスタントに対して比較的寛容であったが、1534年の檄文事件を契機に弾圧に転じる。アンリ2世もこの政策を引き継ぎ、火刑法廷（la chambre ardente）と呼ばれる異端審問を設置してプロテスタントを迫害した。フランスのプロテスタントはジャン・カルヴァンによって創始されたカルヴァン派が主流となり、迫害を受けたにもかかわらず、平民から貴族まで広い社会階層がプロテスタントに帰依するようになっていた。
このような情勢の中、フランソワ2世は15歳で即位した。この前年にフランソワ2世と結婚したスコットランド女王メアリーの叔父にあたるロレーヌ枢機卿とギーズ公フランソワがアンリ2世が死去した次の日に一種のクーデターを起こして権力を掌握し、国王夫妻とともにルーヴル宮へ移った。この数日後にイングランド大使は「ギーズ家兄弟は国王の全てを支配した」と報告している。さしあたり、カトリーヌはギーズ家兄弟とともに働かざる得なくなった。国王は既に成人していたので、彼女の宮廷内での役割は明確ではなかった。それにもかかわらず、国王は全ての国務に際して「これは我が母后が同意されるところであり、予も母后の全ての意見に同意し、故に予はこれに満足し次の命令を発する…」との言葉を添えている。
カトリーヌは新たに得た権力を利用することは躊躇わなかった。彼女がまず行ったことは、ディアーヌに宝器とシュノンソー城を王室へ返還させることだった。その後、彼女は城内のディアーヌによる装飾をできうる限り取り除かせている。もっとも、カトリーヌの報復はここまでで、既に60歳になっていたディアーヌに代わりの領地を与え、余生を全うさせている。
熱心なカトリックであるギーズ家兄弟はプロテスタントの迫害を始めた。カトリーヌは穏健な立場をとりギーズ家による迫害に反対したが、自身はユグノーに共感していたわけではなく、そもそも彼らの信条をよく理解してはいなかった。ユグノーは当初は第一血統親王（prince du sang）であるブルボン家のナバラ王アントワーヌを盟主に戴き、その後、より信仰に熱心な弟コンデ公ルイ1世を盟主としており、彼はギーズ家を武力で打倒しようとする陰謀を支援していた。ギーズ家兄弟がこれを察知すると、宮廷をアンボワーズ城へ移させた。ギーズ公は城外の森に潜んでいた反乱軍に奇襲をかけ、指導者ラ・ルノディーを含む敵の多くをその場で殺害した。生き残りは川に投げ込まれるか、カトリーヌや廷臣たちの面前で絞首刑に処された。
1560年6月、カトリーヌはミシェル・ド・ロピタルを大法官に任命した。ロピタルは無秩序が広がりつつある状況下で、カトリーヌとともに法治体制を守るべく画策した。2人は武力行使をしていない、プロテスタントの個人的な礼拝行為は、罰する必要はないと見なしていた。同年8月、カトリーヌはフォンテーヌブロー宮に諮問会議を召集してプロテスタントに発言の機会を与えた。彼らは特定の場所での礼拝の自由を主張しており、まだ妥協の余地は残されていた。しかるに、コンデ公はこの年の秋に南部で武装蜂起をして諸都市を攻撃した。カトリーヌはコンデ公を宮廷に召還し、到着後ただちに投獄した。11月に裁判にかけられ、国王に対する反逆の罪で死刑を宣告された。だが、彼の命はフランソワ2世が中耳炎がもとで死去したことにより救われる。
フランソワ2世が助からないと悟ったカトリーヌは、ナバラ王アントワーヌと結託し、ナバラ王が次の国王（シャルル9世）の摂政に就任する権利を放棄する見返りに、弟のコンデ公を釈放すると約束した。これにより、12月5日にフランソワ2世が死去すると国務会議はカトリーヌを摂政（gouvernante de France）に任命して全権を委任した。彼女は娘のエリザベートに「私の主な目的は私の目の前に神の名誉を抱き、私の権威を維持することです。これは私のためではなく王国とあなたの弟たちの利益を守るためです」と書き送っている。

### シャルル9世の治世

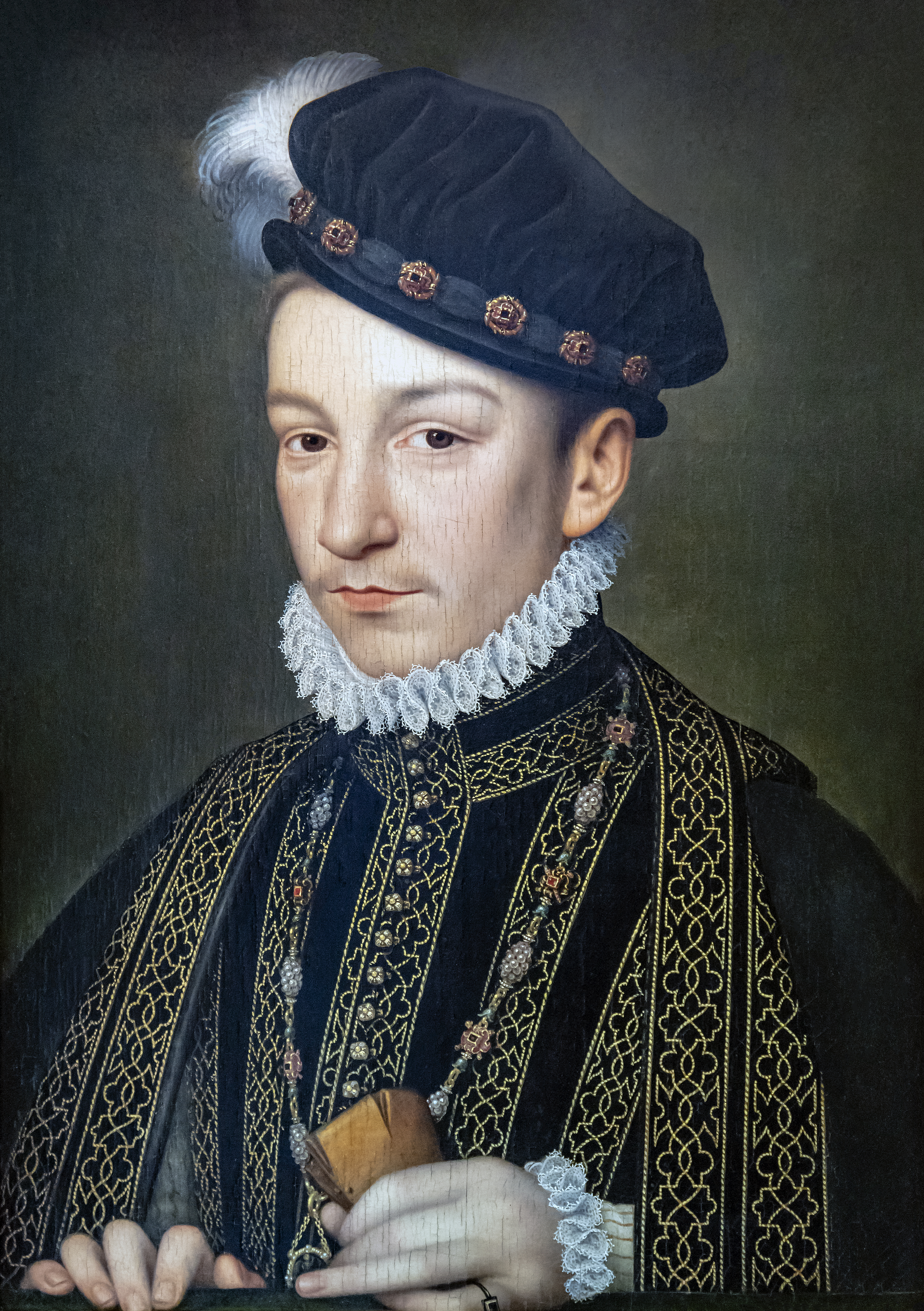
シャルル9世。フランソワ・クルーエ画。1565年。
ヴェネツィア大使ジョヴァンニ・ミキエルは彼について「強健ではないが澄んだ目をした礼儀正しい立派な子供だ。彼は自らの健康にとって危険すぎる肉体鍛錬を好み、呼吸困難を引き起こした」と述べている。

#### 内戦勃発
新国王シャルル9世はわずか10歳であり、摂政のカトリーヌが国務会議を主催して政策を決定し、国政とパトロネージを統制した。しかし、彼女は内戦勃発寸前にある国内全体を統治する立場にはなかった。フランスの多くの地域では国王ではなく、貴族が支配権を掌握していた。彼女が直面する問題は複雑であり、また理解するのも困難であった。
カトリーヌは信仰上の相違を解決するべく、双方の教会指導者を招集した。彼女の楽観的な見通しに反して、ポワシー会談は決裂し、1561年10月13日に彼女の承認を受けることなく散会してしまう。彼女の失敗は宗教分裂を政治的問題とのみ見なしていたことであった。歴史家R・J・クネヒトは「彼女は宗教的信念の力を過少評価しており、宗派指導者の合意を得さえすれば全てはうまく行くと想定していた」と述べている。1562年1月、カトリーヌはプロテスタントとの橋渡しを図ってサン＝ジェルマン寛容令を発した。だが、同年3月1日にヴァシーの虐殺で知られる事件が起き、ギーズ公と兵士たちが、ヴァシー村で礼拝を行っていたユグノーを襲撃して74人を殺害し、104人を負傷させた。この事件を「悲しむべき出来事」と呼んだギーズ公はパリの人々からは英雄として喝采されたが、ユグノーは復讐を求めた。この虐殺がフランス宗教戦争（ユグノー戦争）の導火線となった。続く30年間、フランスは武装和平を挟む断続的な内戦状態へと突入する。
それから1か月以内にコンデ公とコリニー提督は兵1800を動員した。彼らはイングランドと同盟を結び、フランス諸都市を占拠する。カトリーヌはコリニー提督と会見したが、彼は帰順を拒絶した。このため、彼女は「あなた達が軍隊に頼るならば、私たちのものもお見せしましょう」とコリニー提督に言い返した。国王軍はただちに反撃し、ユグノーの拠点ルーアンを包囲した。カトリーヌは、この包囲戦で狙撃され死の床にあったナバラ王アントワーヌのもとを訪ねている。この際に周囲の者が戦場へ赴くのは危険であると止めると、彼女は「私の勇気はあなたのものより大きいのです」と笑ったという。
カトリック軍はルーアンを占領したが、その勝利の喜びは短かった。1563年2月18日、オルレアン包囲中に密偵ポルトロ・ド・メロがギーズ公を背後から銃撃した。この暗殺事件は貴族間の私闘（フェーデ）の引き金となり、内戦をより複雑なものとすることになる。だが、カトリーヌは同盟者の死を喜んだ。彼女は「もしも、ギーズ殿がすぐに死ぬならば、和平はより速やかに成し遂げられましょう」とヴェネツィア大使に語っている。同年3月19日、アンボワーズ勅令（和解勅令）が発せられた。カトリーヌはユグノーとカトリック双方の軍隊を用いてイングランド軍に占領されていたル・アーヴルを奪回させた。

#### 武装した平和と内戦の再開
1563年8月17日、ルーアン高等法院はシャルル9世の成人を宣言したが、自身が統治にあたることはできず、また本人も政務にほとんど関心を示さなかった。カトリーヌはアンボワーズ勅令の実施と王室への忠誠を回復させるために「フランス大巡幸」を決意し、彼女はシャルル9世や廷臣たちとともに1564年1月から1565年5月にかけてフランス各地を巡った。カトリーヌはマコンとネラックでプロテスタントのジャンヌ・ダルブレ（ナバラ女王：ナバラ王アントワーヌの未亡人）と会見を持ち、また、彼女はスペイン国境近くのバイヨンヌで娘のエリザベートと再会した。フェリペ2世はこの機会に不在にすることを謝罪するとともに、アルバ公を派遣してカトリーヌにアンボワーズ勅令の廃棄と異端問題の断固たる解決法を見つけるよう求めた。
1566年、シャルル9世とカトリーヌは長年のオスマン帝国との同盟を頼りに、駐オスマン大使ギヨーム・ド・グランシャン・ド・グラントリを通してフランスのユグノーとフランスおよびドイツのルター派をオスマン帝国支配地域のモルダヴィアへ移住させて軍事植民地をつくり、ハプスブルク家に対する緩衝地帯となすことをオスマン宮廷に提案した。この計画はフランス国内からユグノーを排除できる利点があったが、オスマン帝国の関心をひくことはできなかった。
1567年9月27日、ユグノー軍は国王襲撃を企て（モーの奇襲）、これが内戦再開の引き金となった。不意を襲われた宮廷は無秩序にパリへと逃げ出した。戦争は1568年3月22日から23日のロンジュモーの和議で終結したが、民衆暴動と流血沙汰は続いた。モーの奇襲はカトリーヌの対ユグノー政策の転換点となった。これ以降、彼女は妥協的な政策を放棄する。彼女はヴェネツィア大使に対して、ユグノーから期待できることは欺瞞だけだと語っており、ネーデルラントにおいて数千人のカルヴァン派と反乱軍を処刑したアルバ公の恐怖政治を称賛している
ユグノーは大西洋沿海地域の要塞化された拠点ラ・ロシェルへと退却し、ジャンヌ・ダルブレも15歳の息子アンリ・ド・ブルボンとともに彼らに合流した。ジャンヌはカトリーヌに対して「私たちは神と信仰を捨てるよりは死ぬことを決意してここへやって来た」と書き送っている。カトリーヌはジャンヌを「世界で最も恥ずべき女」と呼んだ。だが、資金を使い果たした国王軍は1570年8月8日にサン＝ジェルマンの和議を結び、ユグノーに対してそれまで以上の寛容を余儀なくされた。
カトリーヌは王室間結婚によってヴァロワ朝の権益をより一層確実なものとしようとした。1570年にシャルル9世は神聖ローマ皇帝マクシミリアン2世の皇女エリーザベトと結婚し、彼女はまた2人の王弟たちのいずれかをイングランド女王エリザベス1世と結婚させようともしている。1568年に長女エリザベートが出産の際に死去すると、末娘のマルグリットをスペイン王フェリペ2世の後添えにとしつこく勧めていたが、彼女はヴァロワ家とブルボン家の王位請求権を統合すべくマルグリットとアンリ・ド・ブルボンとの結婚を画策するようになった。だが、マルグリットはギーズ公アンリ（先に暗殺されたギーズ公フランソワの息子）とひそかに恋仲になっており、このことを知ったカトリーヌは激怒し、娘を寝室から連れて来させると、王とともに彼女を叩き、寝間着を引き裂き、そして彼女の毛髪をひとつかみ引き抜いた。
カトリーヌはジャンヌ・ダルブレに宮廷に出仕するよう圧力をかけた。彼女はジャンヌの息子との面会を求め、決して危害を加えないと約束すると書き送った。これに対してジャンヌは「申し訳ありません。私はお手紙を読んで笑ってしまいました。なぜなら、貴女様は私がかつて感じたことすらない恐怖を取り除いてくださると申されますので。私は、人々が言うように、貴女が小さな子供を食べてしまうと考えたことなどございません」と返書した。ジャンヌが宮廷に出仕すると、カトリーヌは彼女の手を強く握りしめ、最愛の息子に対する彼女の希望につけ込んだ。ジャンヌはアンリがユグノーに留まることを条件として、最終的に息子とマルグリットとの結婚に同意した。ジャンヌは結婚衣装を買うためにパリを訪れた際に病に罹り、44歳で急死した（これにより、息子のアンリ・ド・ブルボンがナバラ王位を継承した）。ユグノーの記録者たちはカトリーヌが手袋に毒を仕込み、ジャンヌを殺害したと非難している。結婚式は1572年8月18日にパリ市内のノートルダム聖堂で挙行された。

#### サン・バルテルミの虐殺

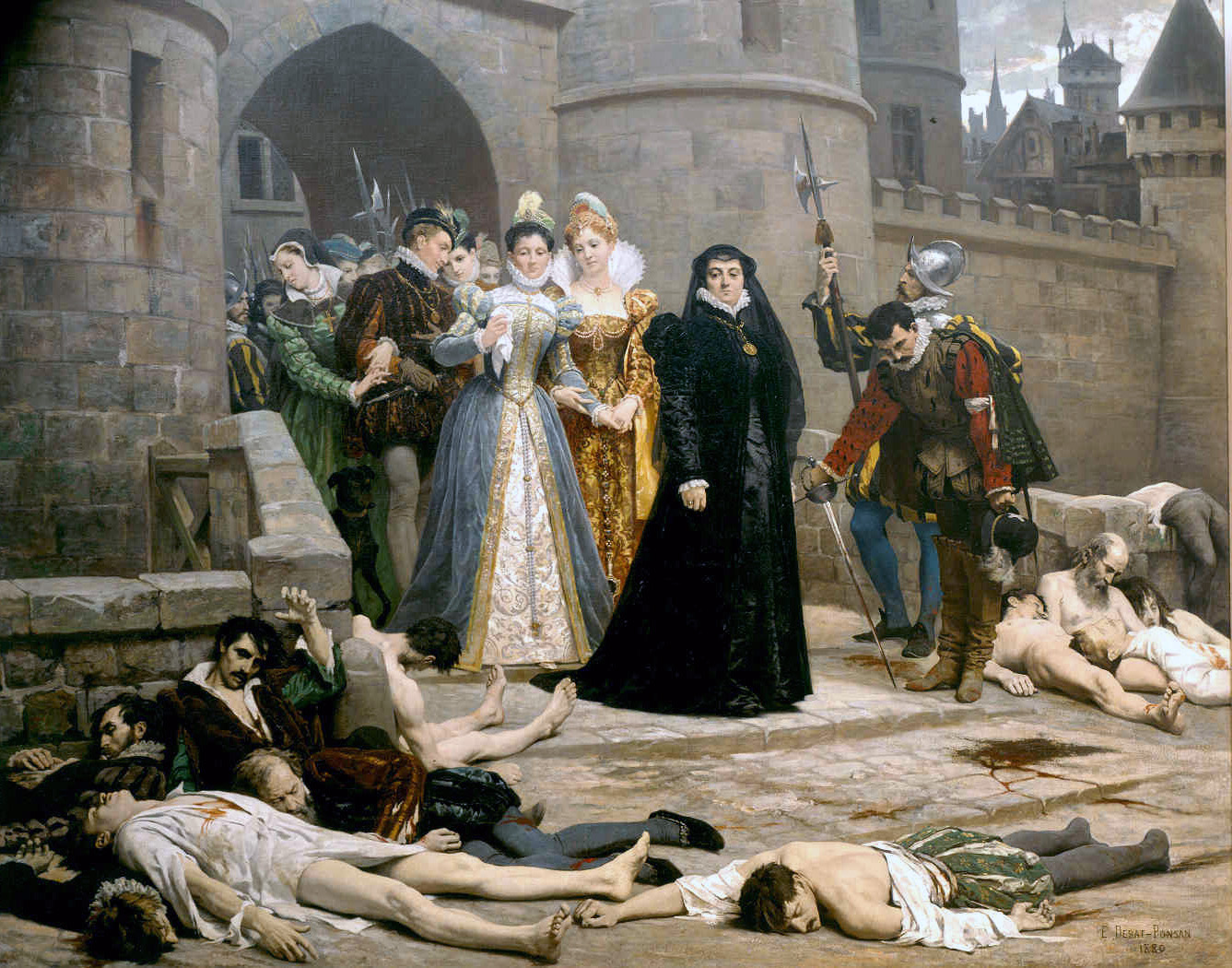
虐殺跡を視察するカトリーヌ。エドワール・ドゥバ・ポンサン画。1880年。

結婚式に参列するため、コリニー提督をはじめとする多数のユグノー貴族がパリに滞在した。式の3日後、コリニー提督がルーヴル宮から宿へ帰る途中で銃撃を受け、手と腕を負傷した。窓に置かれた発煙している火縄銃が発見されたが、犯人は建物の裏手に用意していた馬に乗って逃亡している。コリニー提督は宿舎へ運び込まれ、外科医アンブロワーズ・パレが肘から弾丸を摘出し、負傷した指を切断した。カトリーヌは無感動にこの知らせを受け取ると、コリニー提督を訪ねて涙を流し、犯人を罰すると約束した。一般的にはカトリーヌがコリニー提督襲撃の首謀者だとされるが、他にギーズ家黒幕説、コリニー提督の国王への影響を止めようとするスペイン人教皇による陰謀説などがある。真実がいずれにあったにせよ、その後の流血事件はカトリーヌやその他の指導者たちの統制を超えるものとなった。
この2日後の8月24日（サン・バルテルミの祝日）、ギーズ公に率いられた兵士の一団がコリニー提督を襲撃、殺害した。これを契機に民衆暴動が起き、兵士とカトリック市民がユグノー貴族だけでなくプロテスタント市民をも大量虐殺する事態へと発展する。このサン・バルテルミの虐殺はカトリーヌの評判を大きく傷つけることになった。虐殺の前日にシャルル9世が発した「そうだ皆殺しだ！皆殺しにしろ！」との命令にカトリーヌが関与していなかったと信じる理由はない。道理は明白である。カトリーヌと顧問官たちはユグノーがコリニー提督襲撃への復讐を求めて武装蜂起することを予期しており、それ故に彼らはユグノーの指導者たちが結婚式のためパリに滞在している間に先制して彼らを粛清することを選択したのである。
パリにおける虐殺はおよそ1週間続いた。虐殺はフランス各地に広まり、秋まで続いた。歴史家ジュール・ミシュレは「サン・バルテルミは一日ではなく、一季節だった」と述べている。9月29日、ナバラ王は死を免れるためにカトリックに改宗して聖壇に跪き、カトリーヌは外国の大使たちに向き合い、哄笑した。この日から邪悪なイタリア人母后の伝説が生まれた。ユグノーの記録者たちは、マキャヴェッリの原則に基づき一撃で敵を皆殺しにした狡猾なイタリア人のレッテルをカトリーヌに貼るようになる。

### アンリ3世の治世

#### アンリ3世の即位と子供たちとの確執

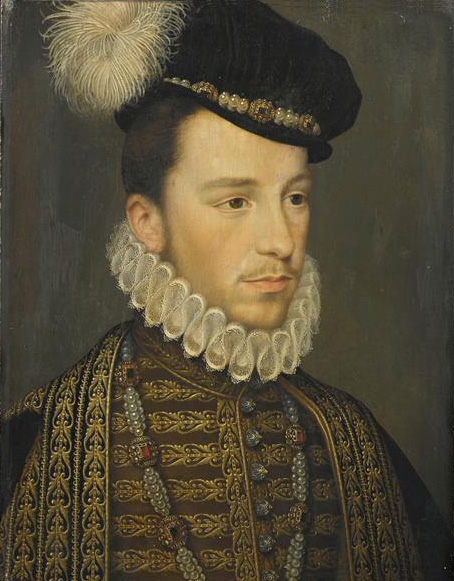
アンジュー公アンリ（アンリ3世）。フランソワ・クルーエ画。1573年。

サン・バルテルミの虐殺の2年後、カトリーヌは23歳のシャルル9世の死という新たな危機に直面した。その最後の言葉は「ああ、母上…」であった。王位継承者である弟アンジュー公がこの前年にポーランド・リトアニア共和国の国王に選出されて不在であったため、シャルル9世は死去の前日にカトリーヌを摂政に指名した。しかし、わずか3か月前にヴァヴェル大聖堂で戴冠式を挙行していたアンリは、フランス王になるためポーランド王位を放棄してフランスへ帰国した。カトリーヌはアンリにこうと書き送っている。「私はこのような出来事と彼（シャルル9世）が今際に示してくれた愛情を目にして悲歎に暮れています…私の唯一の慰みは（これはあなたの王国が必要とすることでもあります）すぐにでもあなたと会うことと、あなたの健康です。もしも、あなたを失うようなことがあったなら、私は生きたまま、あなたと埋葬されるつもりです。」。
アンリ3世はカトリーヌのお気に入りの息子だった。兄たちと異なり、アンリ3世は成人男性として即位している。肝臓が弱く、慢性疲労に悩んではいたものの、彼は比較的健康でもあった。しかし、政務に対する関心は気まぐれなものであった。彼はその人生の最後の数週間前まで、カトリーヌや彼女の顧問官たちに依存している。彼はしばしば国事から隠れて巡礼や鞭打ち苦行といった敬神行為に熱中した。
1575年2月、アンリ3世は戴冠式の2日後にルイーズ・ド・ロレーヌ＝ヴォーデモンと結婚し、その選択によって、外国の王女と政略結婚をさせようとしていたカトリーヌの計画は頓挫した。この頃、アンリ3世には子を産ませる能力がないとの噂が広まっていた。教皇使節サルヴィアーティは「今後、子が生まれると想像することは難しいです…医師や彼をよく知る者たちは彼は極端に虚弱であり、そう長くは生きられない言っています」と述べている。時が過ぎ、結婚による子が生まれる望みが薄れると、「ムッシュー」（Monsieur）の綽名で知られるカトリーヌの末子アランソン公フランソワが王位継承者の如く振る舞い、しばしば内戦による無秩序（宗教対立と同時に貴族間の闘争と化しつつあった）を助長するようになった。彼女はフランソワを帰順させるために自らのあらゆる権力を用いた。ある機会（1578年3月）には、彼女は6時間もかけて彼の破滅的な行為の危険性について教え諭している。
1576年にフランソワはアンリ3世の王位を脅かす行動を起こしており、彼はプロテスタント諸侯と同盟をして王室に敵対した。同年5月6日、カトリーヌはほとんど全てのユグノーの要求を受け入れたボーリュー勅令を発した。この協定はフランソワが王室に強要したものと見なされ、「王弟殿下の和議」（paix de Monsieur）の名称で知られる。その後、フランソワはネーデルラントに介入するが、惨敗を喫して彼の軍隊は虐殺されてしまい、それからほどない1584年6月に結核のため死去した。その翌日、カトリーヌは「私は全てを有する神の御意志に従わねばならないと知ってはいますが、こんなにも多くの人々が私より早く死んでしまい、とても惨めな気持ちです」と書き記している。最年少の息子の死はカトリーヌの王朝構想の破局であった。男子の王位のみを認めるサリカ法に基づき、今やユグノーのナバラ王アンリがフランス王位の推定継承権者となった。ナバラ王アンリは1576年に宮廷からの脱走に成功すると、プロテスタントに再改宗してユグノー陣営の盟主となっていた。
少なくともカトリーヌは末娘マルグリットとナバラ王とを結婚させる予防措置を講じてはいた。ところが、マルグリットはフランソワと同様にカトリーヌにとっての悩みの種になっており、1582年に彼女は一人でフランス宮廷に戻ってきていた。カトリーヌはマルグリットが愛人をつくっていると知り、金切り声をあげた。カトリーヌはポンポンヌ・ド・ベリエーヴルをナバラへ派遣してマルグリットの帰国を手配させている。1585年、マルグリットは再びナバラから逃げ出した。彼女は領地のアジャンに引き籠り、母に金銭を乞うた。カトリーヌは「彼女のテーブルに食事を置く」に十分な金銭を送っただけだった。カルラ城に移ったマルグリットはドゥ・ビアッキ（d'Aubiac）を愛人にした。カトリーヌはアンリ3世にマルグリットが再び自分たちに恥をかかせる前に行動を起こすよう求めた。1586年10月、マルグリットはユッソン城に幽閉され、愛人のドゥ・ビアッキは処刑された（カトリーヌはマルグリットの面前で殺すよう命じたが実行はされなかった）。カトリーヌはマルグリットを彼女の遺言から切り離し、二度と会うことはなかった。
カトリーヌはアンリ3世をフランソワ2世やシャルル9世のように制御することはできなかった。政府における彼女の役割は、行政長官か放浪する外交官のようになった。彼女は王国内を広く旅し、国王の権威を守らせ戦争を阻止しようと努めた。1578年に彼女は南フランスを鎮撫する役目を引き受けた。59歳の彼女は南フランスを巡ってユグノーの指導者たちと会談するための、18か月にわたる旅に出立した。この努力により、カトリーヌはフランスの人々から新たな尊敬を集めた。1579年、パリへの帰還に際し、彼女は市外で高等法院や群衆から歓迎を受けている。ヴェネツィア大使ジェロラモ・リポマンノは「彼女は手に負えないフランス人を飼いならし、統治する不屈の母后だ。今や彼らは彼女の勲功と統一への関心を認めており、彼らはもっと早く彼女を評価しなかったことを残念がっている」と書き記している。だが、彼女は幻想など抱いてはいなかった。同年11月25日、彼女は国王にこう書き送っている。「あなたは大規模な反乱を目前にしています。そうではないと言う者たちはうそつきです。」

#### カトリック同盟

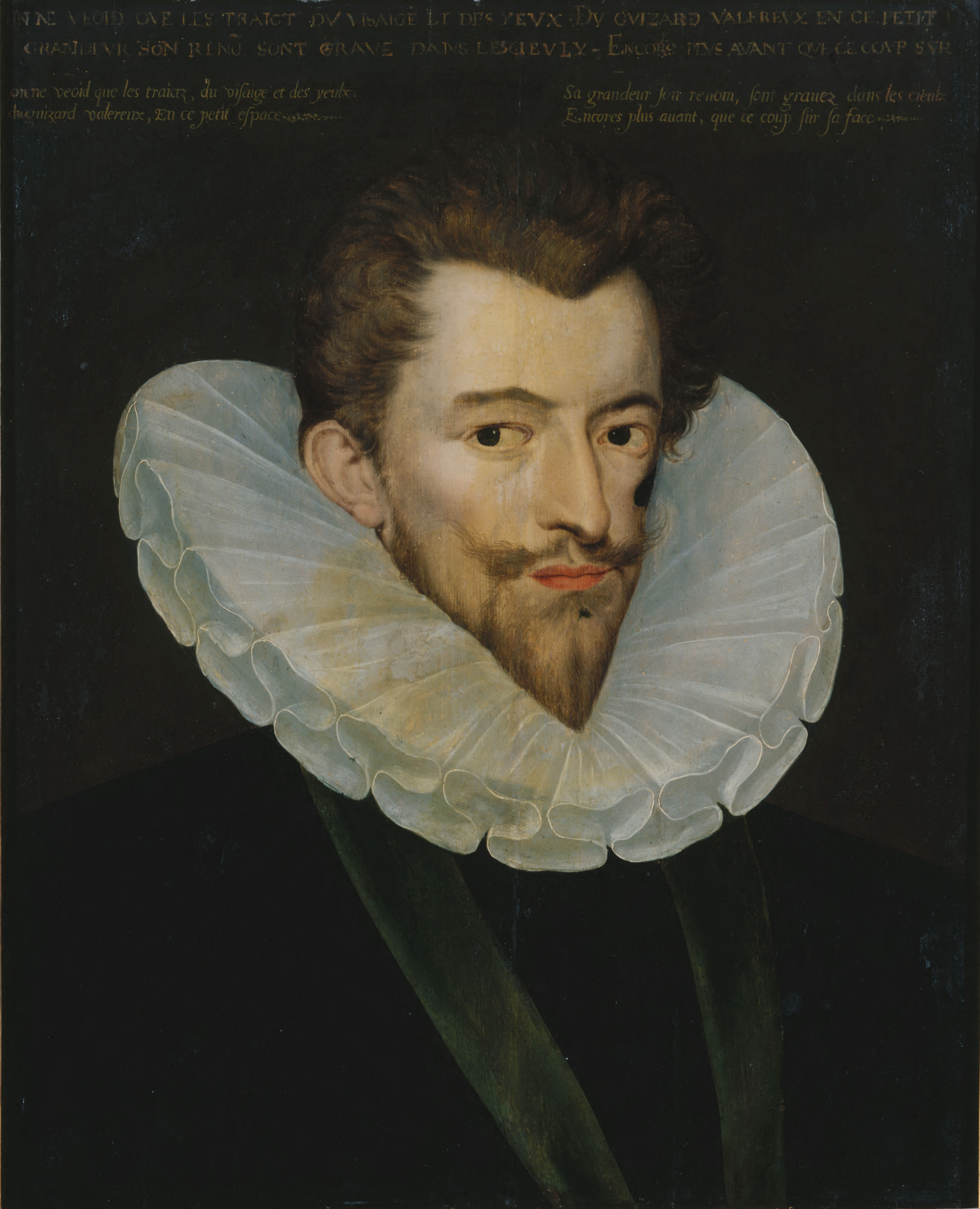
ギーズ公アンリ

多くのカトリックが、ユグノーと宥和しようとするカトリーヌの企てに唖然とした。ボーリュー勅令以降、彼らは自らの信仰を守るために地域同盟を結成し始める。王位継承者であったフランソワの1584年の死は、ギーズ公のカトリック同盟首領就任を促させた。彼はナバラ王アンリの王位継承を阻止して代わりに、カトリックであるアンリの叔父ブルボン枢機卿を王位継承者とするべく画策する。この目的のためにギーズ公は多数のカトリック諸侯、貴族そして高位聖職者を募り、スペインとジョアンヴィル条約を締結して「異端」との戦争を準備した。アンリ3世は同盟との戦争に突入せざる得なくなった。カトリーヌは「平和は棒切れで運ばれる」 (bâton porte paix) と評した。彼女は国王に「お気をつけなさい。特にあなたの臣下たちを。恐怖で死んでしまいそうなほどあまりにも多くの裏切り者がいます」と書き送っている。
アンリ3世にはそれぞれが自身よりも強力な軍隊を有するカトリックおよびユグノー双方と同時に戦うことはできなかった。1585年7月7日に締結されたヌムール勅令で、アンリ3世はカトリック同盟の全ての要求を受け入れさせられた上に同盟の兵士たちの給与まで支払っている。王室は国家を統制する力を失い、スペインの侵攻に直面したイングランドを助ける立場にもなかった。スペイン大使はフェリペ2世に「膿は破裂する寸前です」と語っている。
1587年、プロテスタントに対するカトリックの激しい反発は、ヨーロッパをまたがる軍事行動となった。2月18日のイングランド女王エリザベス1世による元スコットランド女王メアリーの処刑はカトリック世界を激怒させた。フェリペ2世はイングランド侵攻を準備する。無敵艦隊の港を確保するためにカトリック同盟は北フランスの大部分を支配した。

#### 最後の月日と死
アンリ3世は自らの身を守るためにスイス兵を雇ったが、パリ市民は町を自分たちで守る権利を主張した。1588年5月12日、パリ市民は通りにバリケードを築き、ギーズ公以外のいかなる者の命令に従うことも拒否した。ミサへ行く途上のカトリーヌは行く手を阻まれ、彼女は許しを受けてバリケードを通らざる得なかった。年代記作家レトワルは、彼女はその日の昼食の間じゅう泣き叫んだと述べている。「私は脱出する光明がわずかしかないこのような騒動に出会ったことはかつてなかった」とカトリーヌはベリエーヴルに書き送っている。カトリーヌは間一髪で危機を逃れ脱出していた国王に、この場は妥協をし、後日戦うために生きるよう何時ものように助言した。6月15日、アンリ3世は正式に統一勅令に署名をし、同盟の全ての要求を受け入れた。
9月8日、ブロワで開催されていた三部会において、アンリ3世は何らの事前警告もなしに大臣全員を解任した。肺感染症で床にあったカトリーヌは知らされていなかった。この国王の行為によってカトリーヌの権力は終わった。
三部会の会合においてアンリ3世は、それまでのカトリーヌの功績に感謝の言葉を述べ、国王の母のみならず国家の母でもあると称えた。アンリ3世は問題の解決法をカトリーヌに伝えていなかった。12月23日、アンリ3世はギーズ公をブロワ城に呼び寄せた。ギーズ公がアンリ3世の部屋に入ると、国王の護衛兵が彼の体に剣を突き刺し、ギーズ公は王のベッドの足元で死んだ。同時にギーズ家の8人が粛清され、ギーズ公の弟ギーズ枢機卿はこの翌日に地下牢で切り刻まれている。ギーズ公が暗殺された直後にアンリ3世はカトリーヌの寝室に入り、彼女に告げた。「お許しください。ギーズ殿は死にました。彼は二度と話すことはありません。私が彼を殺したのです。私は彼が私にしようとしていたことをしてやったのだ。」カトリーヌのその場の反応は知られていないが、クリスマスの日に彼女は修道士にこう語っている。「ああ、なんと哀れな人だ。彼が何をしたのか？…あの子のために祈って…私はあの子が自ら破滅へ向かっていると分かっています。」1589年1月1日、カトリーヌは古い友人のブルボン枢機卿を訪ね、間もなく自分は自由になると語った。彼は「貴女の言葉は…奥様、私たち皆を屠殺場へ送り込んで来たのです」と叫んだ。カトリーヌは涙を流しながら立ち去った。
1月5日、カトリーヌは69歳で、おそらくは胸膜炎により死去した。「彼女に近い者たちは、彼女の命は息子の行為による苛立ちによって縮められたと信じていた」とレトワルは書き記している。パリが国王の敵に占領されていたため、カトリーヌはブロワに埋葬された。
カトリック陣営の盟主だったギーズ公の暗殺にフランスのカトリックは激昂し、パリ大学は国王に対する忠誠義務解除を宣言した。アンリ3世はユグノー陣営と同盟を結び、ナバラ王アンリとともにパリを包囲する。カトリーヌ死去から8か月後の8月2日、アンリ3世は修道士ジャック・クレマンによって暗殺された。アンリ3世の死により、3世紀近くにわたったヴァロワ朝は断絶した。ナバラ王アンリがアンリ4世としてフランス王位を継承し、ブルボン朝が開かれた。
カトリーヌの遺体は、後にアンリ2世と愛妾フィリッパ・ドゥチの娘ディアーヌがサン＝ドニ大聖堂に改葬させている。フランス革命中の1793年、彼女の遺骨は群集によって、他の王や王妃たちのものとともに集団墓地へ投げ込まれた。
後年、アンリ4世はカトリーヌについて次のように語ったと伝わる。
| 「 | 君に尋ねよう。夫を亡くし5人の子供を腕に抱えた女、王位を手に入れようと企む二つの家門――我が一族（ブルボン家）とギーズ家だ――を前にした女に何ができるのか？ その明敏な女性の賢明な指導を受けて、次々と君臨した息子たちを守るために、彼女は一方を、次いでもう一方をも欺くために奇妙な役割を演じざる得なかったのではないか？ 私は彼女がもっと悪辣なことをしなかったことに驚かされたよ。 | 」 |

## 人物
カトリーヌの時代にはメディチ家はイタリアでは有力家門になっていたが、フランス宮廷では不釣り合いな結婚と見なされており、息子の嫁のスコットランド女王メアリーまで「フィレンツェの商人女」と陰口を言っている。メディチ家の先祖が薬剤師とされていたことから「毒を盛る女」、「マダム・サタン」（Madame Satan）、「蛇姫」（Madame la Serpent）と呼ばれ、フランソワ1世の第1王子フランソワが急死した際にはカトリーヌによる毒殺が噂され、また政敵ジャンヌ・ダルブレが急死した際にもカトリーヌが毒殺したとプロテスタントから非難されている。
カトリーヌはイタリアの先進文化をフランスにもたらす役割を果たしたとも言われ、フィレンツェ料理を宮廷に持ち込み、中世ヨーロッパ共通の食文化からフランスの料理を離脱させ、フランス独特の料理を始めたと考える歴史家もいる。しかし、松本孝徳・持田明子は当時イタリアとフランスの料理に技術的な差はなかったと述べており、カトリーヌが食文化に影響を与えた証拠が文献にないこともあり、実際には影響を与えておらず、フランス料理は17世紀半ば以後に始まったと考える学者もいる。グレゴリウス山田は、「あのあたりの時代にフランスに伝わった大抵のものは彼女（カトリーヌ）に帰せられる」傾向にあると指摘している。フォークやその他の食器類そして食事作法、ソースや地中海産の野菜、アイスクリーム、フロランタン、マカロン、シューといった菓子類、礼儀作法としての清潔、香水も、カトリーヌがフランスに伝えたとも言われている。ニューヨーク大学のローラ・ワイスは、シャーベット・アイスクリームをカトリーヌがフランスにもたらしたという話には根拠がないと述べており、目白大学の太原孝英らは、シュークリームの成立にカトリーヌ、ジャン・アヴィス、アントナン・カレームの3人の功績が深くかかわっているという定説は単純化が過ぎると述べている。カトリーヌ本人は美食家で、このため寡婦になってからは非常な肥満体になった。（イタリアとフランスの交流はカトリーヌが嫁ぐ以前からあり、カトリーヌがフランス料理の発展に貢献したか否かはともかく、イタリア料理がフランス料理に影響を与えたこと自体は多くの学者が同意している。）
カトリーヌは占星術などの占いを好んでいたことでも知られ、特にルーカ・ガウリコ、ミシェル・ド・ノートルダム（ノストラダムス）、コジモ・ルッジェーリといった占星術師を重用していた。カトリーヌが死の直前まで自身の死に関する予言を気にしていたとされるエピソードは、彼女の占いへの傾倒ぶりを端的に示すものである。

### 芸術のパトロン

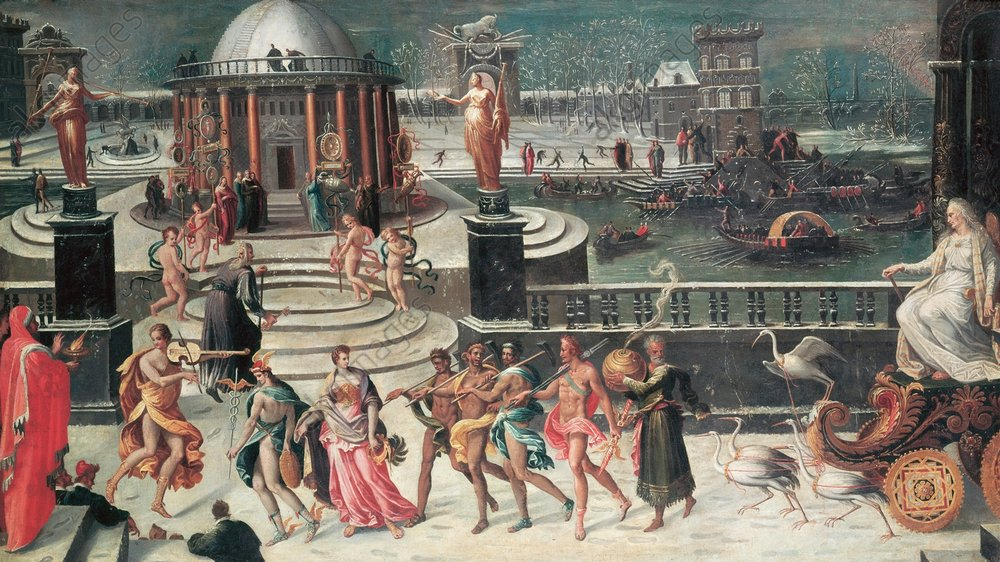
『冬の勝利』（Le Triomphe de l'Hiver）、アントワーヌ・カロン画。1568年。

カトリーヌは学識のあるルネッサンス諸侯の権威は武力と同じぐらいに文字に依拠するものであるという人文主義者の思想を信じていた。彼女はメディチ家の先祖たちやヨーロッパの主導的な芸術家たちを招聘した義父フランソワ1世の影響を受けていた。内乱と王権衰退の時代に、彼女は豪華な文化的装飾によって王室の威信を高めようとした。王室財政を支配できるようになると、彼女は芸術のパトロン活動を開始し、それは30年間続いた。この時代、彼女は芸術全分野にわたる独特の後期フランス・ルネッサンスを主宰した。
カトリーヌの没後に作成されたオテル・ド・ラ・レーヌの財産目録は、彼女が熱心な収集家であったことを示している。列挙された芸術作品にはタペストリー、手書き地図、彫刻、豊富な織物、黒檀の家具、象牙細工、中国やリモージュの陶器が含まれていた。また、カトリーヌの存命時に流行した数百の肖像画があった。肖像画コレクションの多くはジャン・クルーエ（1480年 - 1541年）や息子のフランソワ・クルーエ（1510年頃 - 1572年）の作品である。フランソワ・クルーエはカトリーヌの家族全員や数多くの廷臣たちの肖像画を描いている。カトリーヌの没後、フランスの肖像画の質は衰えた始めた。後期ヴァロワ朝に後援され、フランソワ・クルーエによって絶頂に達した学派は1610年までに消滅している。
カトリーヌ・ド・メディシスの宮廷における肖像画以外の絵画についてはわずかしか知られていない。名の知られた画家は、彼女の人生の最後の20年間において現れたわずか2人に過ぎない。少数の作品しか現存していないクザン（1522年頃 - 1594年）と、フォンテーヌブローのプリマティッチオのもとで働いた後にカトリーヌの宮廷画家となったアントワーヌ・カロン（1521年頃 - 1599年）である。儀式への愛情と虐殺への没頭を伴うカロンの真に迫ったマニエリスムは、宗教戦争期のフランス宮廷の神経質な雰囲気を反映している。
一連の『季節の勝利』などのカロンの作品の多くは、カトリーヌの宮廷で有名だった祝祭に影響された寓意的題材である。彼がデザインしたヴァロワ・タペストリーは、カトリーヌによって主宰された祝宴（fêtes）、行楽そして「壮大な」エンターテインメントである模擬戦闘を祝ったものである。これらは1564年にフォンテヌブローで催された催事、1565年にバイヨンヌで開かれたスペイン宮廷との会合、そして1573年にアンジュー公アンリにポーランド王位を提供するポーランド使節のテュイルリー宮訪問を描写している。伝記作家レオニー・フリーダは「誰でもなくカトリーヌこそが、後にフランス王室が有名になる幻想的なエンターテインメントを新たに開いた」と評した。

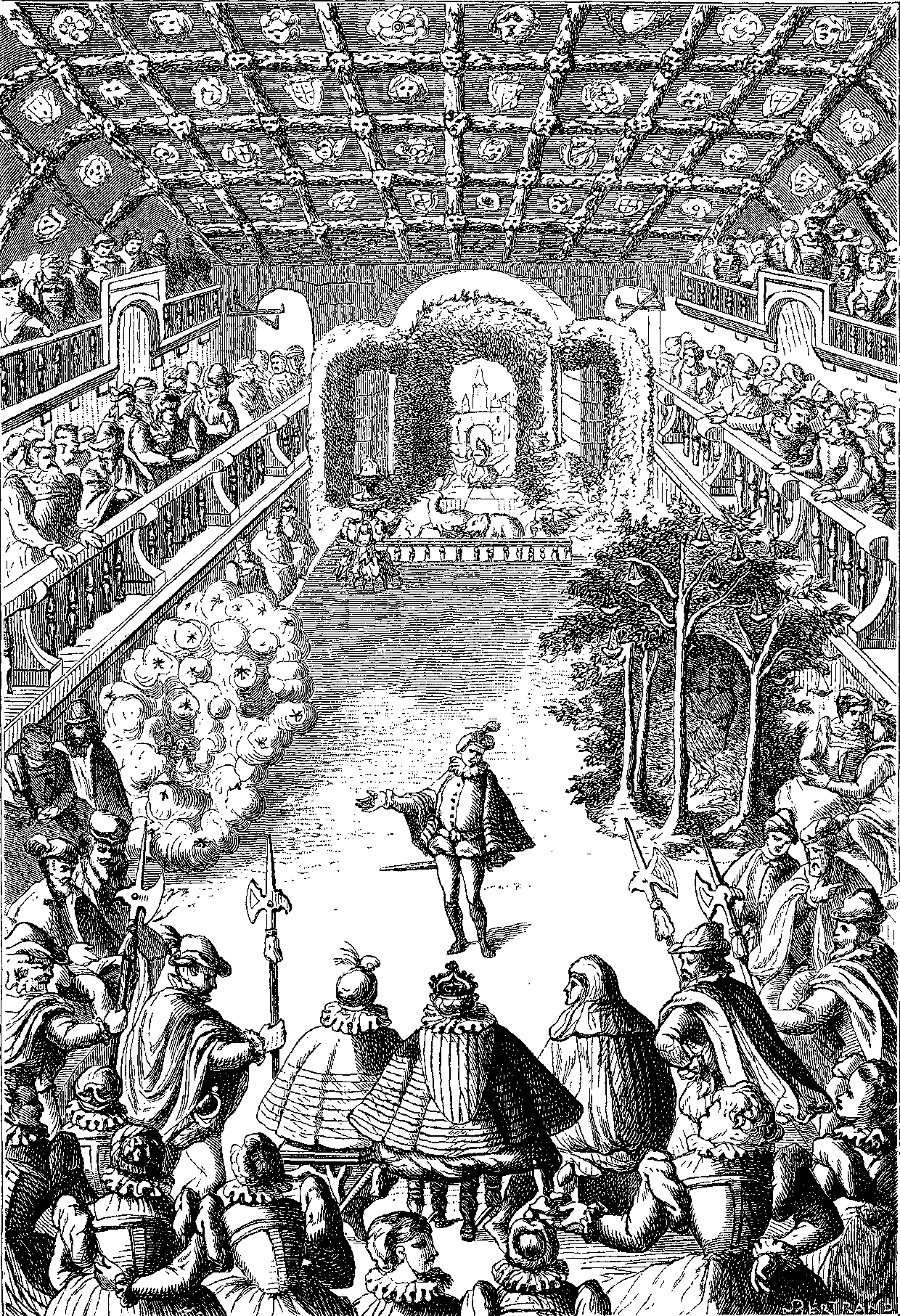
『王妃のバレエ・コミック』
ジャック・パタン製作の彫刻より。1582年。

ミュージカルショーはとりわけカトリーヌの創造的才能を示す場となった。これらは通常、王国の平和や神話的主題に基づいたイデアに捧げられたものだった。これらのイベントに必要な脚本、音楽そして舞台効果をつくるために、カトリーヌは当時の主要な芸術家や建築家たちを雇った。歴史家フランセス・イエイツは彼女を「祝祭における偉大な創造的芸術家」と呼んだ。カトリーヌは伝統的なエンターテインメントへ段階的に変化を取り入れていった。例えば、彼女は各々のエンターテインメントのクライマックスとなるショーにおけるダンスの重要性を増やした。独特の新たな芸術形態であるバレ・ド・クールがこれらの創造的な発展から現れた。1581年に上演された『王妃のバレエ・コミック』は、ダンス、音楽、詩、および作曲が総合されており、学識者たちから最初の本物のバレーと評価されている。
カトリーヌ・ド・メディシスが最も愛した芸術は建築であった。「メディチ家の娘として、彼女は建築への情熱と偉大な業績を死後に残す欲望に駆り立てられていた」とフランスの歴史家ジャン・ピェール・バヴェロは述べている。アンリ2世の死後、彼女は一連の壮大な建築プロジェクトを通して夫の記憶を不滅のものとし、ヴァロワ朝の偉大さを高めるべく着手した。これらの業績にはモンソー＝レ＝モー城、サン＝モール＝デ＝フォッセ、そしてシュノンソー城が含まれる。カトリーヌはパリにチュイルリー宮とオテル・デ・ラ・レンヌの二つの宮殿を造営した。彼女はこれら全ての建築計画の設計と監督に深く関わっている。
カトリーヌは彼女の石造物に刻まれた愛情と悲嘆のエンブレムを有していた。詩人たちは彼女を新たなアルテミシア2世（ハリカルナッソスにマウソロス霊廟を建立した古代の王妃）であると褒め称えた。野心的な新築礼拝堂の中央装飾として、彼女はサン＝ドニ大聖堂に壮麗なアンリ2世の墓廟を建立した。これはフランチェスコ・プリマティッチオ（1504年 - 1570年）によって設計され、ジェルマン・ピロンが彫刻している。美術史家アンリ・ゼルネールはこの墓碑を「ルネサンス期における最後のそして最も優れた王墓」と評した。また、カトリーヌはジェルマン・ピロンにアンリ2世の心臓を納めた大理石の彫刻を製作させた。礎石に彫られたロンサールの詩文には「このような小さな壺にかくも大きな心臓が納められていることに驚くなかれ、アンリ2世の本物の心臓はカトリーヌの胸にあるのだから」と書かれている。
カトリーヌは莫大な資金を芸術に費やしたが、彼女が後援した者たちのほとんどは恒久的な名声を残すことはなかった。彼女の没後、ほどなくしてヴァロワ朝が断絶したことにより、芸術のプライオリティが変化したためである。

## 称号と紋章

紋章

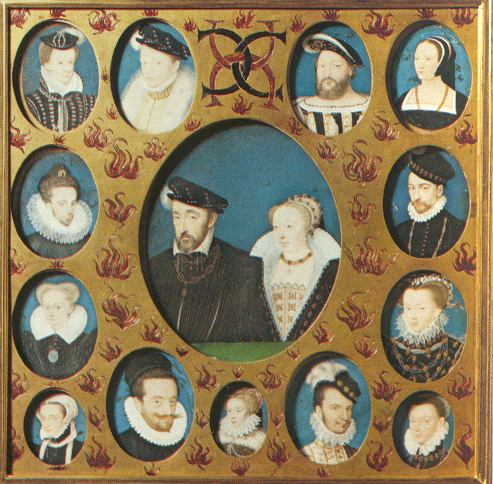
アンリ2世、カトリーヌ夫妻とその子女

- 1519年4月13日-1524年: ダーマ・カテリーナ・デ・メディチ
- 1524年-1533年10月28日: ダーマ・カテリーナ・デ・メディチ、オーヴェルニュ女伯爵
- 1533年10月28日-1536年8月10日: オルレアン公妃、母后陛下[注 1]、オーヴェルニュ女伯爵

## 子女
カトリーヌ・ド・メディシスは1533年10月28日にオルレアン公アンリ（後のフランス王アンリ2世）とマルセイユで結婚した。彼女は10人の子を出産し、このうち7人が成人している。3人の息子がフランス王に即位、2人の娘が外国の国王と結婚、1人が公爵と結婚した。カトリーヌはアンリ3世およびマルグリット以外の全ての子たちより長生きした。アンリ3世はカトリーヌ死去の7か月後に暗殺されており、マルグリットのみが母の強健さを受け継いだ。
- フランソワ2世（1544年1月19日 - 1560年12月5日） - 1558年にスコットランド女王メアリーと結婚。
- エリザベート（1545年4月2日 - 1568年10月3日） - 1559年にスペイン王フェリペ2世と結婚。
- クロード（1547年11月12日 - 1575年2月21日） - ロレーヌ公シャルル3世と結婚。
- オルレアン公ルイ（1549年2月3日 - 1549年10月24日） - 夭逝
- シャルル9世（1550年6月27日 - 1574年5月30日） - 1570年にエリザベート・ドートリッシュと結婚。
- アンリ3世（1551年9月19日 - 1589年8月2日） - 1575年にルイーズ・ド・ロレーヌ＝ヴォーデモンと結婚。
- マルグリット（1553年5月14日 - 1615年3月27日） - 1572年にナバラ王エンリケ3世（後のフランス王アンリ4世）と結婚。
- アンジュー公フランソワ（1555年3月18日 - 1584年6月19日）
- ヴィクトワール（1556年6月24日 - 1556年8月） - ジャンヌとの双子。夭逝。
- ジャンヌ（1556年6月24日 - 1556年6月24日） - ヴィクトワールとの双子。胎内で死亡[172]。

## 系譜
カトリーヌ・ド・メディシスとディアーヌ・ド・ポワチエを共通の祖先とする者にカリニャーノ公ルイージ・ヴィットーリオがいる。その娘にマリー・アントワネットの親友ランバル公妃マリー・ルイーズがいる。時代を下った子孫には、英国王室に嫁いだマイケル王子妃マリー＝クリスティーヌがいる。
アンリ2世とカトリーヌの血筋は、2人の娘エリザベート・ド・ヴァロワとクロード・ド・ヴァロワ通じて、2020年の現在まで残されている。